# Intuition (Amiga)
Az Intuition az AmigaOS eredeti ablakozó rendszere és felhasználói interfésze (user interface, UI). Csaknem teljes egészében Robert J. Mical fejlesztette ki. Az Intuition nem tévesztendő össze az Amiga fájlkezelő rendszerével, a Workbench-csel, mely az Intuition-re támaszkodik az ablakok és a bemeneti események kezelésében. Az Intuition tehát mindössze egy a többi rendszer-komponens közül, de kétségtelenül a legszembetűnőbb, a "legláthatóbb" része.

## Filozófia a gépben
Az Intuition lefedi az ember és a számítógép közötti kommunikáció minden aspektusát, egészen a számítógép legbensőbb folyamataitól az ember-gép interakció legfelsőbb filozófiai meghatározásáig, azaz: "az ember-gép interakció legyen következetes, egyszerű és élvezetes, egy szóval intuitív." Az Intuition mindenek előtt szoftverbe ültetett filozófia.

## Jellemzői
Az Intuition az Amiga belső eszközkezelő- és grafikus rendszere. Alapvetően nem is elsősorban az alkalmazások által kezelt függvénykönyvtár (mint a legtöbb Xerox alapú rendszeren), hanem inkább egy a háttérben elkülönítetten futó folyamat (process, illetve task), mely az összes sztenderd grafikus interfész elem aktuális állapotát kezeli, függetlenül az alkalmazásoktól. Ez jó válaszkészséget ad számára, mert függetlenül működik a belső folyamataikkal elfoglalt alkalmazásoktól.
Az Intuition munkafolyamatot a az egérrel, billentyűzettel és egyéb bemeneti eszközökkel végrehajtott felhasználói események vezérlik. Kezeli az egérmutató és az alkalmazás-ikonok interakcióit (pl. ütközés, kattintás, stb.), illetve az "animált" ikonokat is. Szintén a Xerox korábbi mintáját követve, parancssoros interfészt is tartalmaz (command line interface, CLI, illetve AmigaShell), melyben a szöveges parancsokat billentyűzetről lehet begépelni. A későbbi kiadások további fejlesztéseiként megjelentek a nagy színmélységű képernyők támogatása, illetve a 3D.
Az Intuition első változatai egyszerű, kontrasztos színpalettát használtak kék, narancs, fehér és fekete színekkel. Ez szándékosan volt így, mivel az olcsó monitorok megjelenése előtt kulcskérdés volt, hogy a legrosszabb TV-ken is kontrasztos képet mutasson a számítógép.

## Alternatívák
Léteznek a beépített ablakozó rendszer helyett más alternatívák is, így például a Directory Opus fájlkezelő későbbi "Magellan" kódnevű verziói, illetve a Scalos GUI.

## BOOPSI
Az AmigaOS 2 megjelenésével jelentősen kibővültek az Intuition képességei. Megjelent a Basic Object-Oriented Programming System for Intuition (BOOPSI), mely a GUI objektumorientált programozhatóságát tette lehetővé. Néhány előre definiált osztály (class, pl. "gadgetclass", "imageclass") mellett lehetőség van sajátok létrehozására is.

## Fordítás
- Ez a szócikk részben vagy egészben  az   Intuition (Amiga) című angol Wikipédia-szócikk fordításán alapul.  Az eredeti cikk szerkesztőit annak laptörténete sorolja fel. Ez a jelzés csupán a megfogalmazás eredetét és a szerzői jogokat jelzi, nem szolgál a cikkben szereplő információk forrásmegjelöléseként.